# Investigació operativa
La investigació d'operacions, investigació operativa o investigació operacional, es refereix a l'ús de models matemàtics, estadístics i algorítmics per tal de donar suport a la presa de decisions. S'utilitza en l'anàlisi dels sistemes reals i complexos, amb el propòsit de millorar i optimitzar l'acompliment. Es considera una branca de la matemàtica aplicada per a l'administració d'empreses, l'enginyeria industrial i l'economia.
Algunes de les eines utilitzades per la investigació d'operacions són: l'optimització, els models estocàstics (probabilitat), la teoria de cues, la teoria de jocs, la teoria de grafs, el mètode de la ruta crítica, la programació lineal, la programació dinàmica, la programació combinatòria, la simulació i les heurístiques. La investigació, per altra banda, depèn força de l'ús dels ordinadors, i de la programació, i per tant, la informàtica ha creat programes específics pels càlculs estàndards. Per altra banda, molts investigadors d'operacions escriuen els seus propis programes, sobretot quan fan ús d'heurístiques específiques i adaptades al problema que es vol solucionar.

## Història
En les dècades posteriors a les dues guerres mundials, les eines de la investigació d'operacions es van aplicar més àmpliament als problemes en els negocis, la indústria i la societat. D'ençà d'aleshores, la investigació operativa s'ha expandit a un camp àmpliament utilitzat en indústries que van des de productes petroquímics a línies aèries, finances, logística i govern, enfocant-se en el desenvolupament de models matemàtics que es poden utilitzar per analitzar i optimitzar sistemes complexos, i s'ha convertit en una àrea de recerca acadèmica i industrial activa.

### Orígens històrics
En el segle XVII, matemàtics com Christiaan Huygens i Blaise Pascal (treballant en el problema dels punts) van intentar resoldre qüestions relacionades amb decisions complexes mitjançant l'ús del càlcul de probabilitats. Altres matemàtics dels segles XVIII i XIX van resoldre aquest tipus de problemes mitjançant la combinatòria. La recerca de Charles Babbage sobre el cost del transport i la classificació del correu va donar lloc a la universal "Penny Post" d'Anglaterra l'any 1840, i en els estudis sobre el comportament dinàmic dels vehicles ferroviaris en defensa de l'ample de via del GWR. A partir del segle xx, l'estudi de la gestió d'inventaris podria considerar-se l'origen de la recerca d'operacions modernes amb el concepte de quantitat econòmica de demanda desenvolupat per Ford W. Harris l'any 1913. La investigació operativa pot haver-se originat en els esforços dels planificadors militars durant la Primera Guerra Mundial (teoria del comboi i lleis de Lanchester). Percy Williams Bridgman va introduir la investigació operativa als problemes de la física en la dècada de 1920 i més tard va intentar estendre'ls a les ciències socials.
La investigació operativa moderna es va originar en l'establiment de la Investigació de Bawdsey al Regne Unit l'any 1937 i va ser el resultat d'una iniciativa del superintendent del restabliment, A. P. Rowe, que va concebre la idea com un mitjà per analitzar i millorar el funcionament del sistema plantejat d'alerta de radar del Regne Unit, i de la seva xarxa d'instal·lacions Chain Home (CH). Inicialment, va analitzar el funcionament de l'equipament radar i les seves xarxes de comunicació, expandint-se més tard per inclour el comportament del personal operatiu. Això va revelar limitacions no apreciades de la xarxa CH i va permetre que es prenguessin mesures correctives.
Científics en el Regne Unit, inclosos Patrick Blackett, Cecil Gordon, Solly Zuckerman, Conrad Waddington, Frank Yates, Jacob Bronowski i Freeman Dyson, i George Dantzig als Estats Units van buscar maneres per prendre millors decision en àrees com la logística i els horaris d'ensinistrament.

### Segona Guerra Mundial
El camp modern de la investigació operativa va sorgir durant la Segona Guerra Mundial. En aquest període, la investigació operativa es va definir com "un mètode científic per proporcionar als departaments executius una base quantitativa per a la presa de decisions sobre les operacions sota el seu control". L'activitat també era coneguda com anàlisi operacional (segons el Ministeri de Defensa del Regne Unit des de 1962) i gestió quantitativa.
Durant la Segona Guerra Mundial, prop de 1000 homes i dones van participar en la investigació operativa a la Gran Bretanya, i al voltant de 200 científics van treballar en aquest camp per a l'Exèrcit Britànic.
Patrick Blackett va treballar per divereses organitzacions diferents durant la guerra. Al començament del conflicte, mentre treballava per al Royal Aircraft Establishment (RAE), va crear un equip conegut com el "Circo", que va ajudar a reduir el nombre de trets de la defensa antiaèria necessaris per a enderrocar un avió enemic des d'un promig de més de 20.000 al començament de la batalla d'Anglaterra a 4000 l'any 1941.

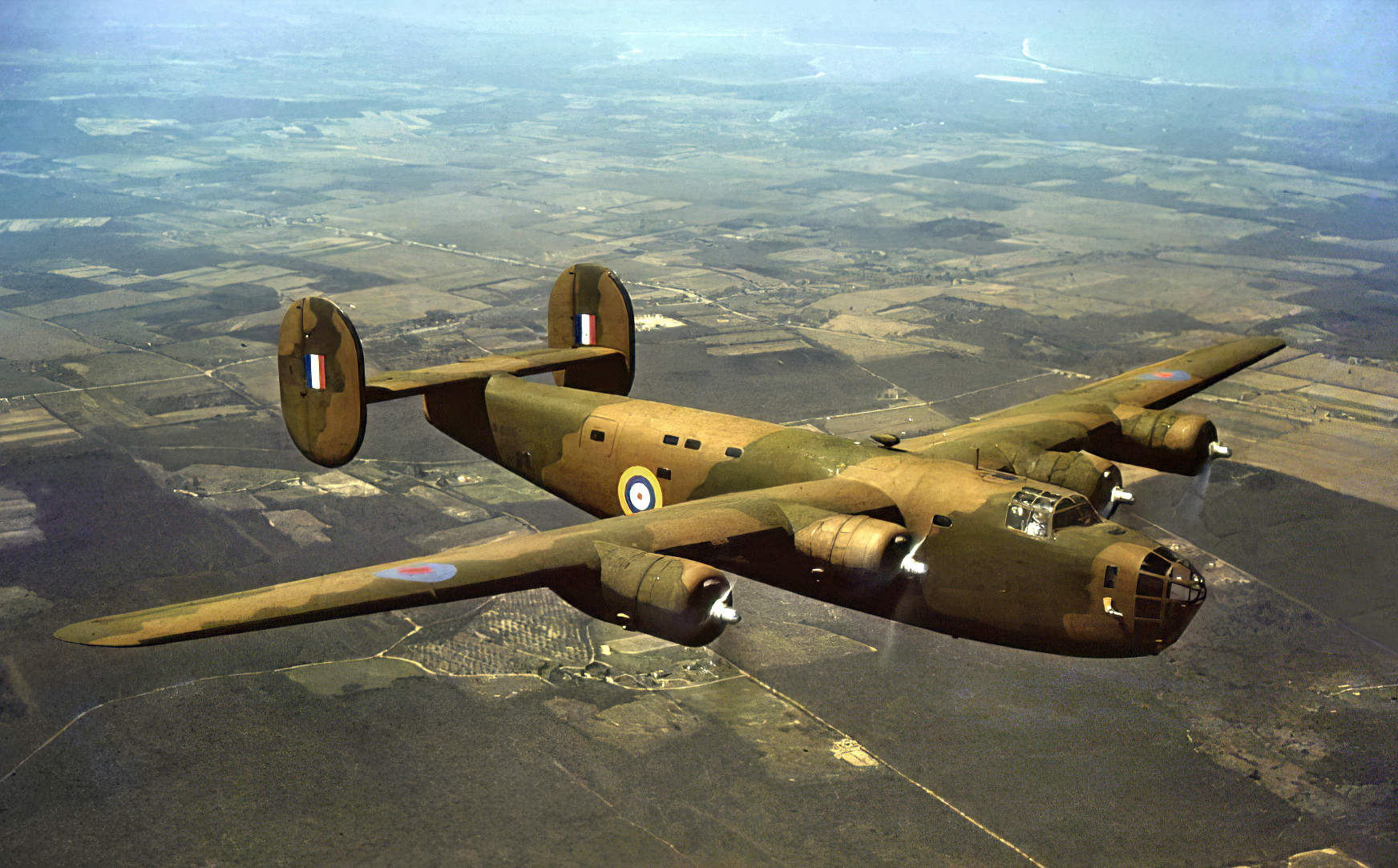
Un Liberator amb el camuflatge estàndard dels bombarders nocturns de la RAF tal va ser originalment utilitzat pel Comandament de Costes

L'any 1941, Blackett es va mudar de la RAE a l'Armada, després de treballar primer amb el Comandament Coster de la RAF l'any 1941 i més tard, a principis de 1942 a l'Almirallat Britànic. L'equip de Blackett a la Secció d'Investigació Operacional del Comandament Coster (CC-ORS) va incloure dos futurs guanyadors del Premi Nobel i a moltes altres persones que van passar a ser figures destacades en els seus camps. Van dur a terme un seguit d'anàlisis crucials que van contribuir a l'esforç bèl·lic. Gran Bretanya va introduir el sistema de combois per reduir les pèrdues de vaixells de càrrega, però si bé es va acceptar el principi d'utilitzar vaixells de guerra per acompanyar els bucs mercants, no estava clar si era millor que els combois fossin petits o grans. Els combois viatgen a la velocitat del membre més lent, per la qual cosa els combois petits poden viatjar més ràpidament. També es va argumentar que els U-Boot alemanys serien més difícils de detectar per als petits combois. D'altra banda, els combois grans podrien desplegar més bucs contra un atacant. El personal de Blackett va demostrar que les pèrdues patides pels combois depenien en gran manera de la quantitat de bucs d'escolta presents, en lloc de la mida del comboi. La seva conclusió va ser que alguns combois gran són més defensables que molts de petits.
En realitzar una anàlisi dels mètodes utilitzats pel Comandament de Costes de la RAF per caçar i destruir submarins, un dels analistes va preguntar de quin color eren els avions. Com que la majoria d'ells eren del Comandament de Bombarders, estaven pintats de neger per operacions nocturnes. A suggerència de CC-ORS es va realitzar una prova per veure si aquest era el millor color per camuflar l'avió per a operacions diürnes en els cels grisos de l'Atlàntic Nord. Les proves van mostrar que, de mitjana, els avions pintats de blanc no es veien fins que es trobaven un 20% més a prop que els pintats de negre. Aquest canvi va indicar que un 30% més de submarins serien atacats i enfonsats amb el mateix número d'avistaments. Com a resultat d'aquestes troballes, el Comandament Coster va canviar les seves aeronaus per utilitzar superfícies interiors blanques.
Altres traballs realitzats pel CC-ORS van indicar que, de mitjana, si la profunditat de disparament de les càrregues de profunditat es canviés de 100 peus a 25 peus, les taxes d'efectivitat pujarien. La raó era que si un U-boat veiés un avió poc abanns que arribés a l'objectiu, les càrregues no causarien cap dany explotant a 100 peus (perquè l'U-boat no hauria tingut temps de baixar fins a aquesta profunditat) i si de veure l'aeronau des de molt lluny de l'objectiu, tindria temps d'alterar el seu rumb sota l'aigua, per la qual cosa les possibilitats que estiguessin dins de la zona d'impacte de 20 peus de les càrregues eren petites. Era més eficient atacar als submarins a prop de la superfície quan es coneixia millor la ubicació dels objectius que intentar destruir-los a major profunditat quan les seves posicions només podien ser endevinades. Abans del canvi de configuració de 100 a 25 peus, l'1% dels submarins submergits es van enfonsar i el 14% van ser danyats. Després del canvi, el 7% va ser enfonsat i l'11% van ser danyats (si es compten els submarins capturats en la superfície, inclús si van ser atacats poc després de submergir-se, els nombres van augmentar a 11% enfonsats i 15% danyats). Blackett va observar que "pot haver pocs casos en què s'hagi obtingut un guany operatiu tan gran amb un canvi de tàctica tan petit i simple".

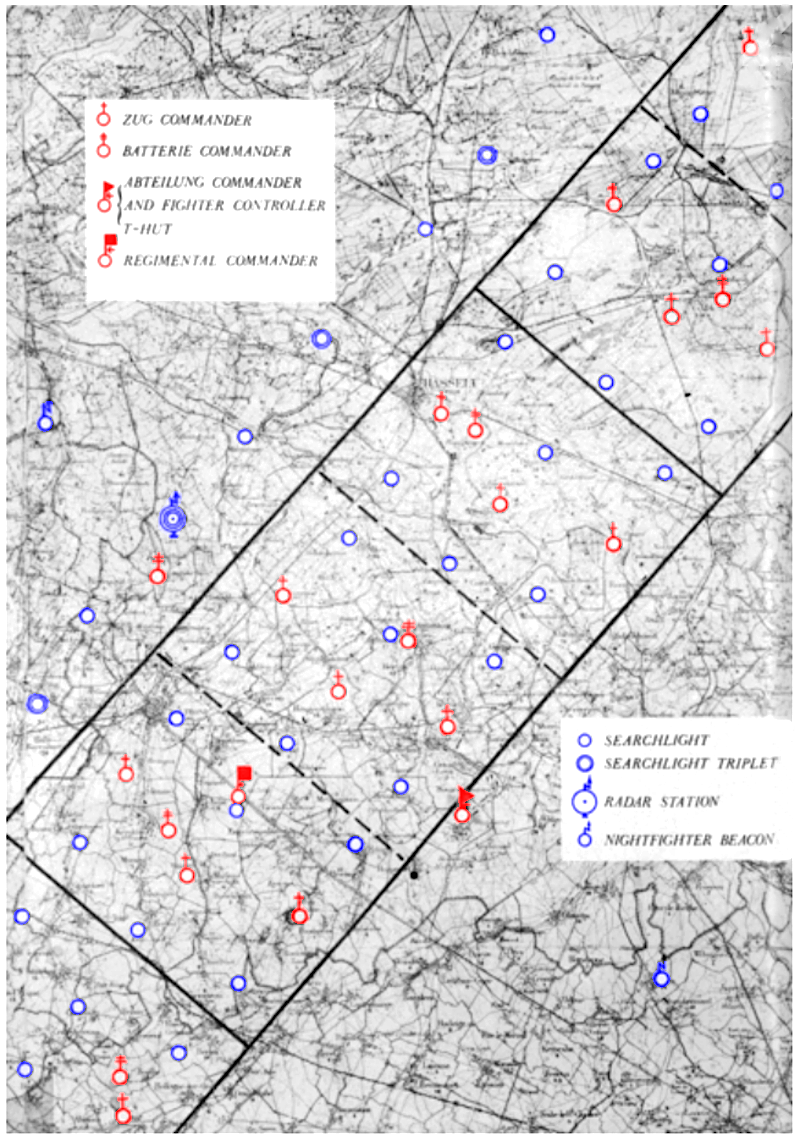
Mapa de la Línia Kammhuber

La Secció d'Investigació Operativa del Comandament de Bombardeig (BC-ORS) va analitzar un informe d'una enquesta realitzada pel Comandament de Bombardeig de la RAF. Per a l'enquesta, va inspeccionar tots els bombarders que van tornar de missions sobre Alemanya durant un període en particular. Es va prendre nota de tots els danys causats per la defensa antiaèria alemanya i es va recomanar que s'agregués armadura en les zones més danyades. Aquesta recomanació no es va adoptar perquè el fet que l'aeronau tornés amb aquestes àrees danyades indicava que aquestes àrees no eren vitals, i agregar armadura a les àrees no vitals on el dany és acceptable afecta negativament al rendiment de l'aeronau. També es va rebutjar la seva suggerència de suprimir alguns membres de la tripulació perquè la pèrdua d'una aeronau produís menors pèrdues de personal. L'equip de Blanckett va fer la recomanació lògica de col·locar l'armadura en les àrees que estaven completament intactes pel dany en els bombarders que tornaven. Van raonar que la presa de dades estava esbiaixada, ja que només incloïa els avions que tornaven a la Gran Bretanya. Les zones intactes de les aeronaus que retornaven van ser probablement els punts vitals que, de ser danyats, es traduïrien en la pèrdua de l'aeronau.
 Se cita una història similar sobre un estudi d'avaluació de danys similar completat als Estats Units pel Grup d'Investigació Estadística de la Universitat de Colúmbia. y fue el resultado del trabajo realizado por Abraham Wald.
Quan Alemanya va organitzar les seves defenses aèrees en la línia Kammhuber, els britànics es van adonar que si els bombarders de la RAF volaven en un corrent de bombarders podrien abrumar els caces nocturns alemanys que volaven individualment, dirigits als seus objectius pels controladors de terra. Va ser llavors una qüestió de calcular estadísticament les pèrdues causades per les col·lisions entre els bombarders versus les pèrdues causades pels caces nocturns per determinar la separació amb què haurien de volar els bombarders per minimitzar les pèrdues de la RAF.
La relació de la taxa de canvi de la sortida respecte a l'entrada va ser un tret característic de la investigació operativa. En compara el nombre d'hores de vol dels avions aliats amb nombre d'avistaments de submarins en una àrees determinada, va ser possible redistribuir els avions en àrees de patrulla més productives. La comparació d'aquestes taxes va permetre establir "ràtios d'efectivitat" útils en la planificació. La proporció de 60 mines marines col·locades per barco enfonsat era comú a diverses campanyes: mines alemanyes en ports britànics en rutes alemanyes i mines dels Estats Units en rutes japoneses.
La investigació operacional va duplicar la taxa d'encert dels bombarders sobre els objectius previstos dels avions Boeing B-29 Superfortress que atacaven el Japó des de les Illes Mariannes, en augmentar la proporció d'entrenament del 4 al 10 per cent de les hores de vol; va revelar que les bandades de llops de tres submarins dels Estats Units eren el nombre més efectiu; va mostrar que la pintura d'esmalt brillant era un camuflatge més efectiu per als caces nocturns que l'acabat de pintura de camuflatge opac tradicional, i que l'acabat llis de la pintura augmentava la velocitat dels avions en reduir la fricció dels fuselatges amb l'aire.
En terra, les seccions d'investigacicó operativa del Grup d'Investigació Operativa de l'Exèrcit (AORG) del Ministeri de Subministrament (MoS) van ser desplegades en la Batalla de Normandia l'any 1944, i van seguir les forces britàniques en l'avançament cap al centre d'Europa. Van analitzar, entre d'altres temes, l'efectivitat de l'artilleria, els bombardejos aeris i els disparaments antitanc.

### Després de la Segona Guerra Mundial
Amb les tècniques ampliades i la creixent conscienciació sobre el terreny al final de la guerra, la investigació operativa ja no es va limitar només en la tècnica, sinó que es va estendre per abastar l'adquisició d'equips, la capacitació, la logística i la infraestructura. La investigació d'operacions també va créixer en moltes altres àrees a més de l'àmbit militar una vegada que els científics van aprendre a aplicar els principals al sector civil. Amb el desenvolupament de l'mètode símplex per a programació lineal l'any 1947 i el desenvolupament de computadores en les tres dècades següents".